# HIM (groupe)
Pour les articles homonymes, voir HIM.
HIM est un groupe de rock finlandais, originaire de Helsinki. Le groupe combine des paroles sur les thèmes de l’amour et de la mort, utilisant des sons heavy de guitare style metal d’où la création du genre love metal. Le groupe est formé en 1991 par le chanteur Ville Hermanni Valo, Mikko Viljami « Linde » Lindström (Lily Lazer) et Mikko Heinrik Julius Paananen (Migé Amour). Le groupe se compose maintenant de Ville, Linde, Migé, d’un troisième clavier Jani Purttinen (Emerson Burton), et d’un troisième batteur Jukka Kröger.
Le nom complet du groupe s'appelait initialement His Infernal Majesty (littéralement « sa majesté infernale »), mais celui-ci, dont la prononciation était jugé trop difficile par le public finlandais, est vite abandonné ; le groupe s’appele alors simplement HIM. Toutefois, le vieux nom continue à vivre créant quelques confusions. Le groupe s'appelait HER aux États-Unis. Après la sortie de l'album Screamworks: Love in Theory and Practice, HIM se met en pause après avoir appris que le batteur Gas Lipstick souffrait de lésions nerveuses. Après plusieurs mois d'inactivité, le groupe se reforme finalement et publie l'album Tears on Tape en 2013. En 2015, Gas Lipstick annonce son départ du groupe après 16 ans, pour se consacrer à d'autres projets musicaux. Il est remplacé par Jukka « Kosmo » Kröger.
HIM est le groupe finlandais le plus apprécié de tous les temps, avec sept disques de platine et dix disques d'or avec plus de six millions d'exemplaires vendus. Le groupe compte au total huit albums studio, six compilations, trois vidéos, un album live et un album remix.

## Biographie

### Débuts (1991–1999)
La première incarnation de HIM est formé au début des années 1990 par Ville Valo et Mikko « Mige » Paananen à  Helsinki, en Finlande. Valo et Mige jouaient de la basse, et les batteurs Sami « Juippi » Jokilehto et Juha Tarvonen faisaient déjà partie du groupe,,. Originellement appelé His Infernal Majesty, le groupe hésitait avec d'autres noms comme Black Earth, Black Salem et Kaffer (terme considéré trop racial),,. En 1992, le groupe réalise une démo de sept chansons, Witches and Other Night Fears. L'unique copie est en possession du chanteur et leader du groupe Ville Valo. His Infernal Majesty se sépare en 1993, car Mige began devait faire son service militaire,,. Après quelques années d'inactivité, His Infernal Majesty est reformé par Valo et le guitariste Mikko « Linde » Lindström. Ensemble, ils enregistrent une démo, dans laquelle Valo joue de la batterie, et chante, et Linde joue de la guitare et de la basse,. Peu après, Mige et le batteur Juhana « Pätkä » Rantala rejoignent ce nouveau His Infernal Majesty. Après quelques démos, le groupe signe chez BMG,.
Le groupe sort son premier EP en 1995, intitulé This is Only the Beginning suivi de 666 Ways to Love: Prologue en 1996, lequel contient la seule photo publique connue de la mère de Valo, Anita et édité à 1000 exemplaires seulement. Il est produit par Hiili Hiilesmaa, et a été enregistré aux studios Finnvox, MD and Peacemakers à Helsinki. Ils sont devenus raisonnablement connus au-delà de la Finlande pour leur reprise du tube Wicked Game de Chris Isaak. En 1997, ils furent largement exposés en Scandinavie quand leur premier album sortit à la vente, Greatest Lovesongs Vol. 666 le 20 novembre 1997. Il contient les reprises Chris Isaak : Wicked Game et Blue Öyster Cult: (Don't Fear) The Reaper. Par ailleurs la reprise Wicked Game peut être entendue dans l'épisode 8 de la saison 5 de Smallville.
Quatre singles sont enregistrés pour l'album et tous produits par Hiili Hiilesmaa. Comme pour l'EP 666 Ways to Love: Prologue, l'album est enregistré à Finnvox, MD and Peacemakers à Helsinki en Finlande. Les voix de femmes sont respectivement de Sanna-June Hyde et Asta Hannula sur (Don't Fear) The Reaper et For You. Il débute 16e des classements finlandais, et 9e pendant cinq semaines. Un clip vidéo, le premier du groupe, est réalisé pour la chanson Wicked Game.

### Razorblade Romance(1999–2001)

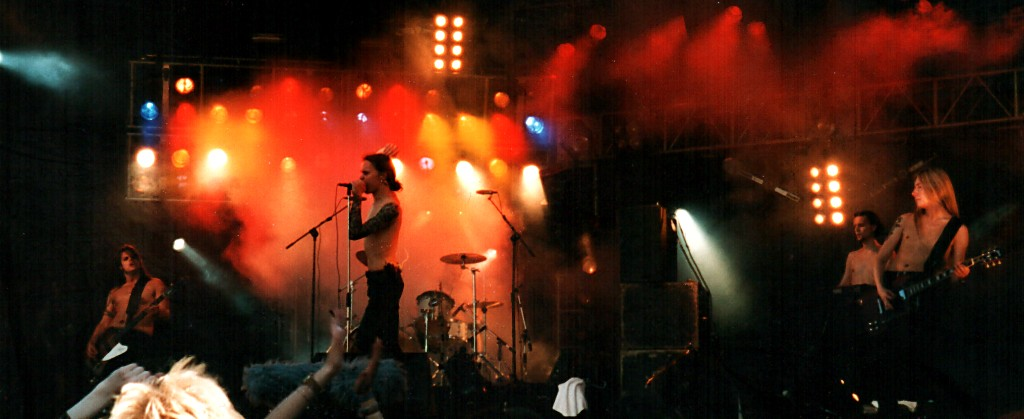
HIM au Provinssirock 1999 : de la gauche vers la droite, Mige, Ville, Gas, Juska, et Linde.

En 1999 paraît le deuxième album, Razorblade Romance, enregistré au pays de Galles. L’album reçoit un certain succès en Europe lorsque la chanson Join Me in Death fut ajoutée à la version européenne du film de science-fiction The 13th Floor, qui atteignit le top du classement allemand en 2000 et surtout un disque d'or. Quatre singles sont enregistrés pour cet album : Join Me, Right Here in My Arms, Gone With the Sin, et une réédition de Wicked Game.
Le titre original de Razorblade Romance devait être Slippery When Dead. En 2002, l’album atteignit quelques magasins américains mais HIM n’eut pas le droit de s’appeler HIM car un autre groupe possédait les droits de ce nom. Donc ils changèrent leur nom en HER seulement pour les États-Unis et cet album. Ces albums seront édités sous le label Jimmy Franck Companny. Les droits pour HIM sont finalement achetés et tous les albums avec HER cessent d’être distribués et remplacés par la version HIM. Cet album est considéré comme l'un des meilleurs album des HIM pour les fans.

### Deep Shadows and Brilliant Highlights(2001–2003)
En 2001, avant de créer le troisième album Deep Shadows and Brillant Highlights, trois membres du groupe formèrent un groupe de rock’n’roll appelé Daniel Lioneye. Ces membres sont Linde, Ville Valo et Migé Amour. Sur des paroles sex, drugs et rock'n'roll loin des paroles romantiques de HIM. Migé Amour est à la basse, Ville Valo à la batterie, Hiili au synthétiseur et Linde à la guitare et au chant. Ils réalisent un album, The King of Rock 'n' Roll, en septembre 2001 et ont joué ensemble pour quatre spectacles seulement. Le titre The King of Rock 'n' Roll est le générique de l'émission de Bam Margera Viva La Bam.
Après ce projet, HIM réalise Deep Shadows and Brilliant Highlights en août 2001. Il s'agit du premier album avec un nouveau membre au synthétiseur, Emerson Burton, et la dernière modification de mise en place du groupe. Une fois de plus, l'album a été numéro 1 dans les charts en Finlande et 2e en Allemagne. Cet album est considéré comme une continuité de Razorblade Romance. Les paroles et les mélodies sont plus calmes et plus douces, laissant place à un album très romantique. D'après certains dires de Mr Valo, cet album est un « archétype du love metal »[réf. nécessaire].

### Love Metal(2003–2004)
Le 14 avril 2003 suit le quatrième album intitulé Love Metal, lequel est très bien accepté par les médias américains ainsi que français, dont les magazines Kerrang et Rolling Stone. Il s'agit du premier album sur lequel n'apparait pas Ville Valo sur la pochette de 'lalbum. The Funeral of Hearts (UK #14, All #3,,) est le premier single de l'album suivi de Buried Alive by Love et The Sacrament.
Après ce nouvel opus, le groupe offre une performance au Download Festival en 2003. Ensuite le groupe effectue une tournée aux États-Unis en février de 2004 suivi d’une autre la même année. Bam Margera réalisera le clip vidéo de Buried Alive By Love avec l'actrice Juliette Lewis. And Love Said No: The Greatest Hits 1997–2004 est la première compilation de HIM qui contient deux chansons inédites : And Love Said No et Solitary Man (reprise de Neil Diamond) et un DVD. La version anglaise contient une autre version de It's All Tears (Drown in This Love) qui devait à l'origine figurer sur Razorblade Romance.

### Dark LightetVenus Doom(2005–2009)

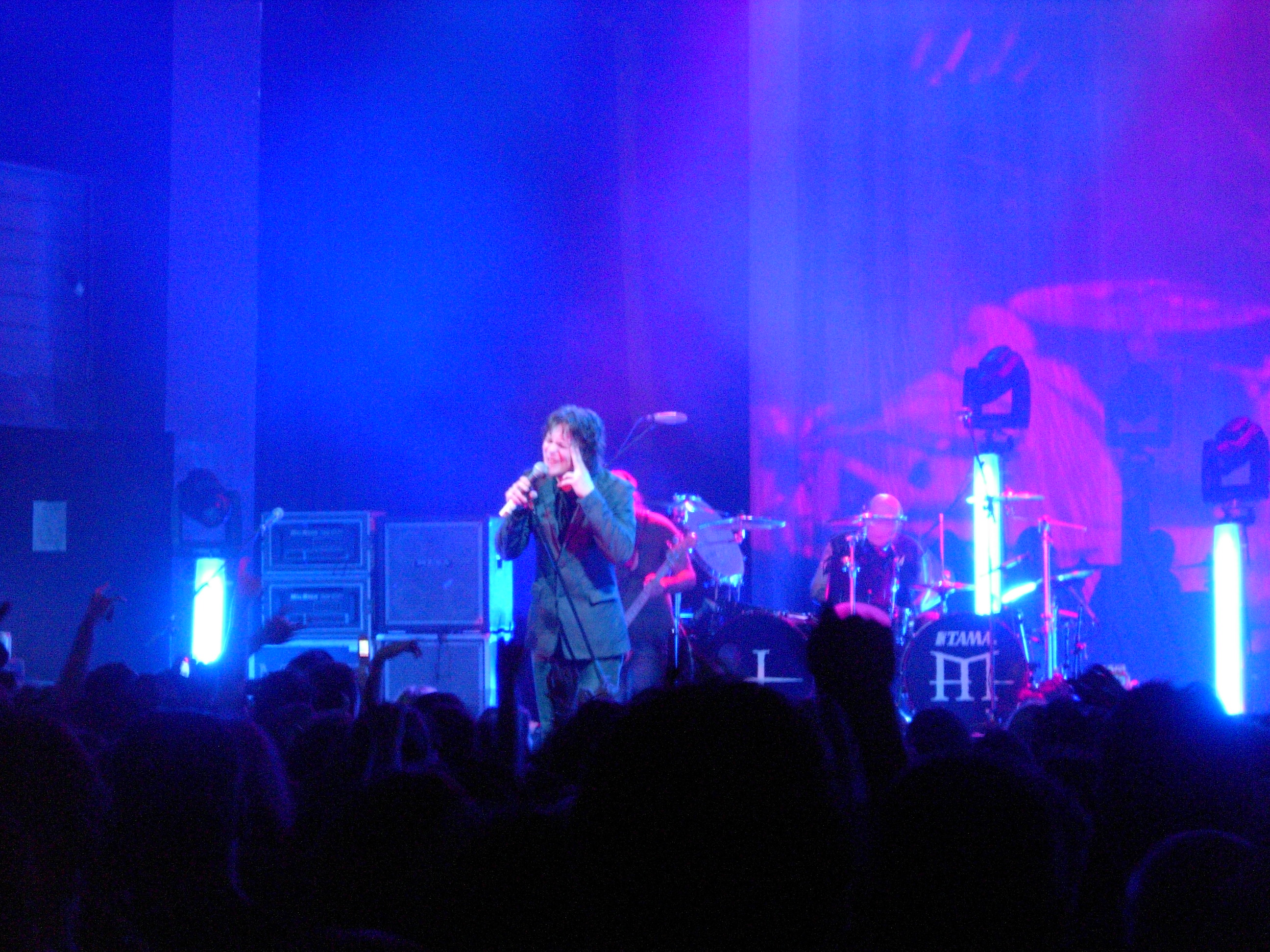
HIM live en 2005.

Durant l'été 2005, ils joueront sur la scène principale du Download Festival aux côtés de Black Sabbath et de Velvet Revolver. Le manager du groupe, Seppo Vesterinen, est aussi le manager du groupe The Rasmus et a travaillé avec Hanoi Rocks, un groupe de glam rock des années 1980 qui est longtemps le groupe finlandais le plus reconnu internationalement. 
L'album Dark Light est publié le 26 septembre 2005. Il débute 20e dans le Billboard Top 200. Deux singles sont réalisés ainsi que deux vidéos : Wings of a Butterfly et Killing Loneliness où dans ce dernier, Kat Von D fait une apparition.
HIM est aussi maintenant reconnu mondialement par leur symbole, le heartagram. Celui-ci est composé d’un cœur et d’un pentagramme, symbolisant le contraste entre la vie et la mort ou l’amour et la haine. HIM et son heartagram apparaissent de nombreuses fois dans le show Viva La Bam et vidéos CKY de Bam Margera, dont les bande-sons sont souvent tirées des chansons de HIM. Cet album est le premier album qui a réellement eu un grand succès aux États-Unis. En 2006/2007, HIM réalisent leur 2e et 3e compilation intitulées Uneasy Listening Vol. 1 et Uneasy Listening Vol. 2, pour clore leur contrat avec leur maison de disques, Sony BMG.

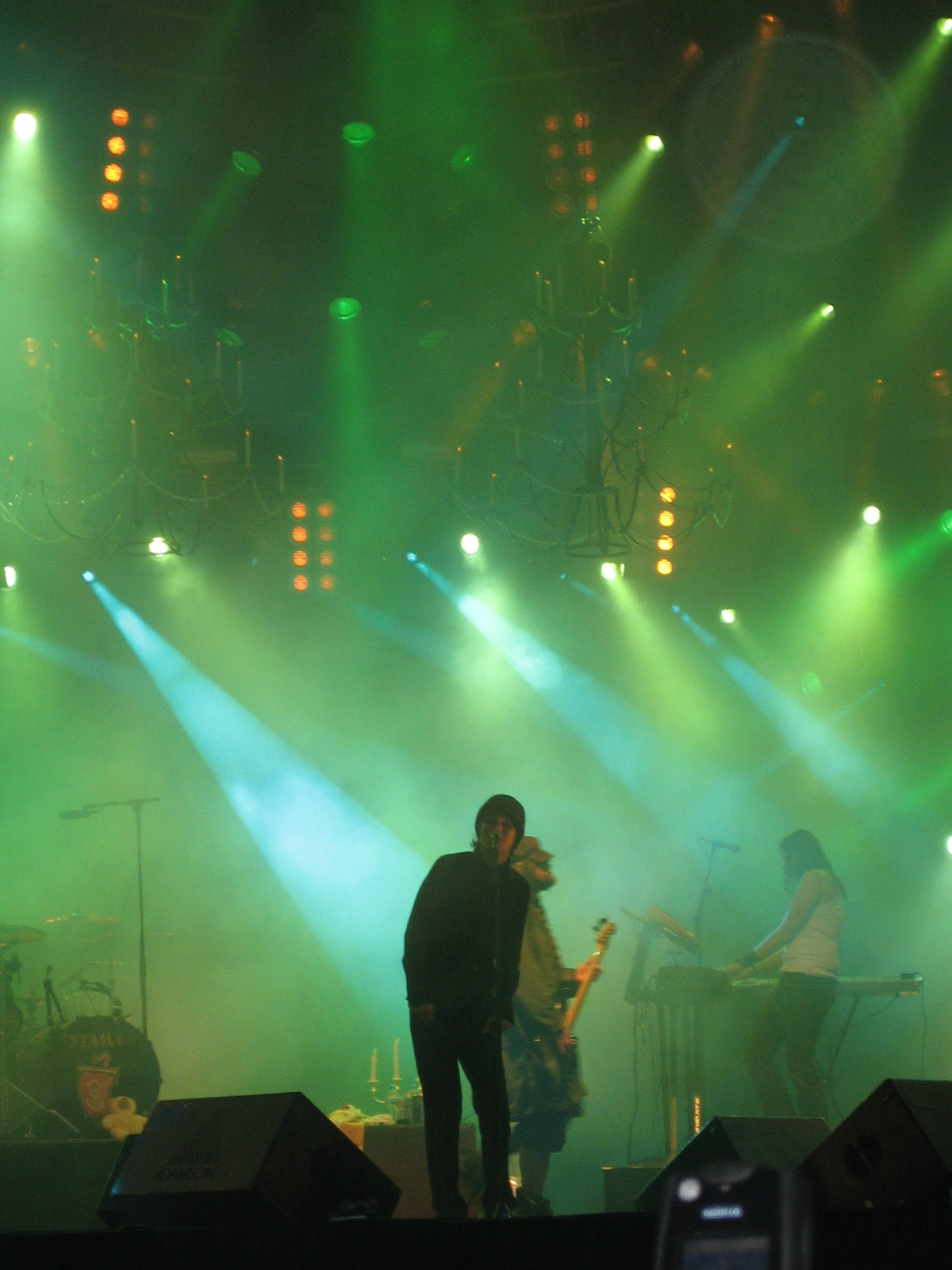
HIM au Provinssirock en Finlande, en 2006.

En juillet 2007, Ville Valo annonce la sortie d'un nouvel album, sur son site officiel. Quelques jours plus tard il dévoile un lien sur son site pendant 72 heures, cet article fut supprimé après les 72 heures écoulées. Ce lien menait toute personne qui y cliquait vers une page avec un compte-à-rebours de la sortie de l'album avec une chanson qui se débloquait toutes les deux semaines. Pendant cette période, Ville Valo faisait circuler une photo d'un nouveau tatouage, le seul indice était que ce tatouage était le nom de l'album. Quelque temps après certains fans avaient publié que le tatouage signifiait Venus Doom. En septembre 2007 sort l'album Venus Doom. Il fait suite à la cure de désintoxication du chanteur. C'est un album résolument différent, beaucoup plus noir, qui témoigne de l'état d'esprit du principal compositeur, Ville Valo. La chanson Passion's Killing Floor figure sur la B.O du film Transformers. Deux singles sont réalisés pour cet album, The Kiss of Dawn et Bleed Well. Tous deux auront un clip-vidéo. Digital Versatile Doom est le premier CD/DVD live de HIM. Ce live est enregistré à The Orpheum Theater à Los Angeles. Le DVD contient un documentaire sur les coulisses du spectacle, une interview de Ville Valo et un documentaire sur le concours du plus grand fan de HIM qui a permis à plusieurs personnes de rencontrer le groupe.

### Screamworks: Love in Theory and Practice(2009–2011)

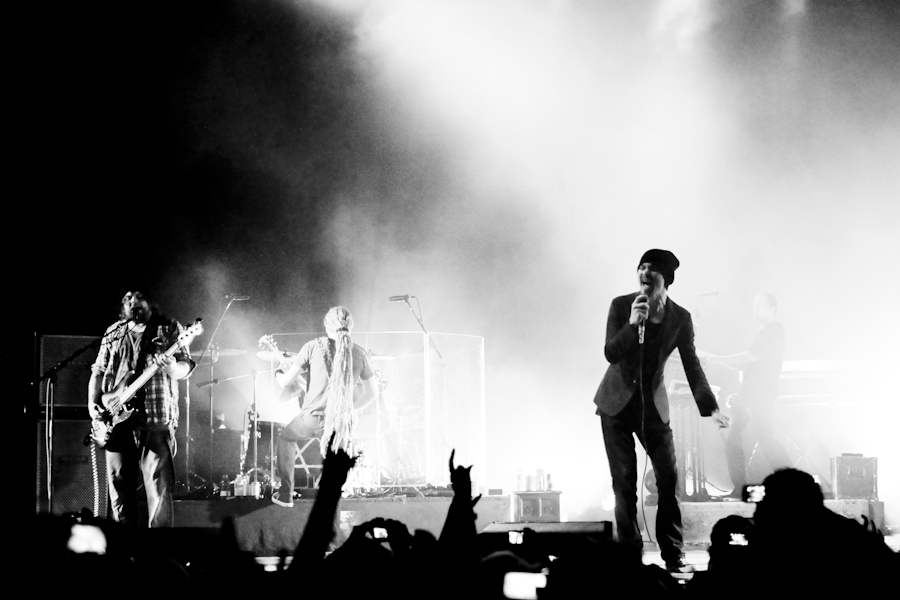
HIM à Los Angeles, en Californie, en avril 2010.

Le 9 juin 2009, Ville Valo annonce sur Euro-Rock Radio la préparation de son nouvel album nommé Screamworks : Love in Theory And Practice qui sortira d'après Warner le 8 février 2010. L'album est produit par Matt Squire à Los Angeles. Le 17 novembre, le groupe annonce la liste des titres de l'album. Le 22 novembre, lors de l'anniversaire du chanteur, la pochette de l'album est dévoilée. Publié en février 2010, Screamworks atteint les classements de neuf pays, dont la deuxième place en Finlande, la 4e place en Allemagne, et la 7e place en Autriche et en Suisse,,,. Screamworks sera ensuite certifié disque d'or en Finlande. Heartkiller et Scared to Death sont publiés comme singles, et Heartkiller atteint la 5e place en Finlande. Screamworks est bien accueilli par la presse spécialisée, avec une moyenne générale de 61 sur 100 sur Metacritic.
Le groupe joue plusieurs nouvelles chansons live avec Heartkiller, Scared to Death, et Love, the Hardest Way, vidéos publiées sur YouTube. Le 23 janvier, heartagram.com publie un article donnant accès à un lien qui dévoile une autre chanson de Screamworks: Love in Theory and Practice nommée Like Saint Valentine. Le 8 février sort Screamworks : Love In Theory And Practice.  HIM est actuellement en tournée avec le groupe Dommin. Le deuxième single issue du nouvel album vient de sortir et s'intitule Scared to Death, une vidéo est disponible sur leur myspace. Le 1er novembre 2010, Ville Valo annonce sur son site officiel, www.heartagram.com, qu'un album remix de Screamworks est en préparation, et sera en pré-vente sur ce même site le 11 novembre. La date de sortie officielle de cet album remix, intitulé SWRMXS, sera le 7 décembre et sera juste disponible sur les plates-formes de téléchargement légal (iTunes, Spotify…). Un album physique sera réalisé pour les États-Unis, reste encore à savoir s'il sera disponible en Europe. 
Depuis le 7 novembre, le remix de In Venere Veritas est disponible sur leur site officiel. Quelques jours après, on constate qu'il y a des fuites, par exemple Scared to Death (Diamond Cut Remix) est en diffusion sur la toile. Le 7 décembre, SWRMXS est sorti, en même temps Daniel Lioneye, groupe formé du guitariste Lindé, du bassiste Migé et du claviériste Burton, fait sa tournée mondiale. Dans le magazine français Rock One, édition de janvier, un article y parait parlant de l'album remix et à la fin de l'article un nouvel album prévu pour la fin de l'année 2011[réf. nécessaire]. SWRMXS est sorti le 7 décembre dernier en attendant un vrai nouveau disque pour la fin 2011. Le 28 mars, sur le site officiel de HIM, heartagram.com, Ville Valo et le PDG de Warner/Sire Records, annoncent la fin de leur contrat.

### Tears on Tape(2012–2014)

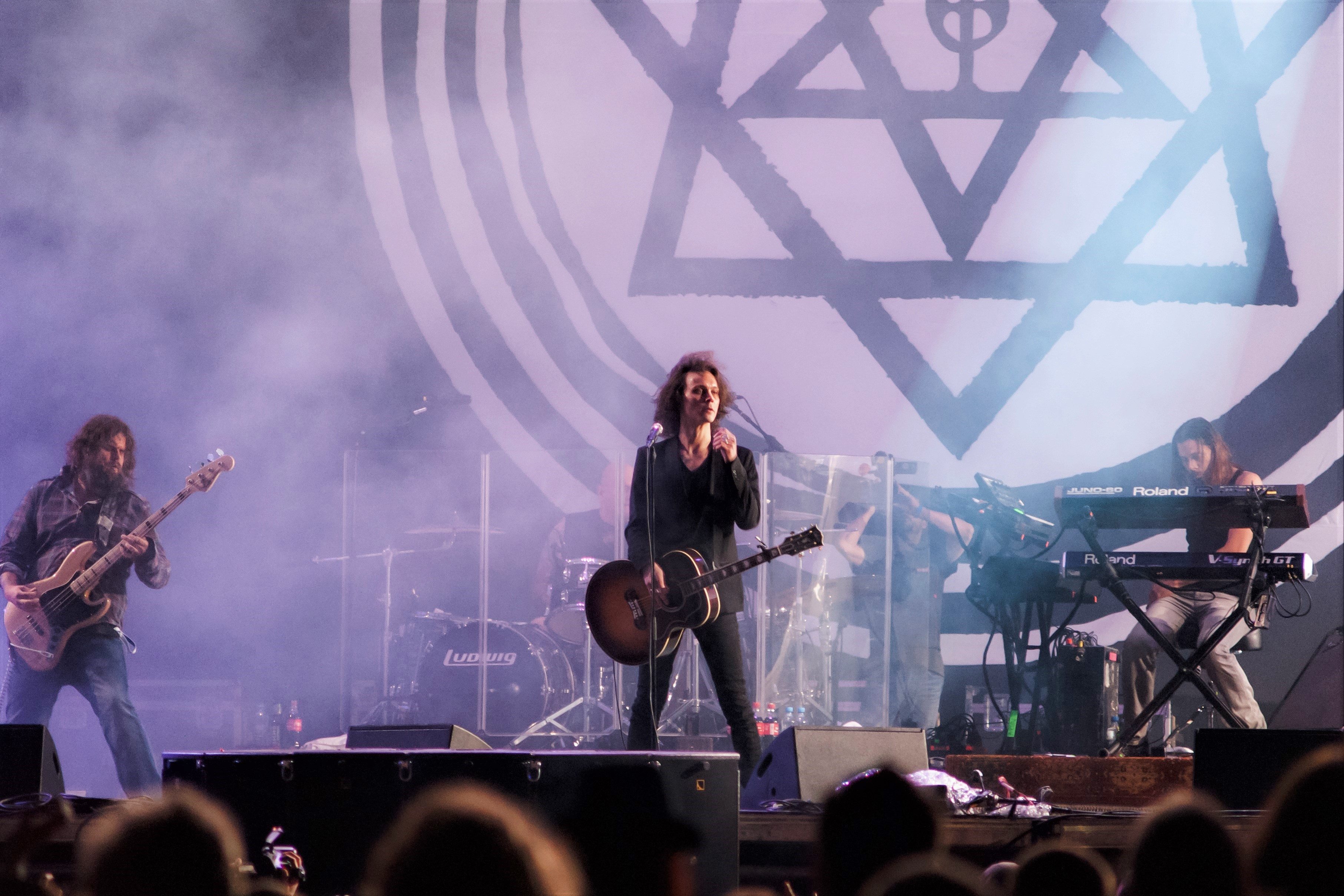
HIM au Ursynalia – Warsaw Student Festival en juin 2013.

Courant 2012, le groupe ayant clôturé le contrat avec Warner/Sire Records en sortant l'album de remixes, SWRMXS en décembre 2010, le groupe reste en silence pendant quelque temps, laissant Ville Valo composer Tears on Tape. Durant une interview donnée sur le magazine Kerrang!, Ville Valo raconte qu'un album est en préparation et qu'il devrait sortir été 2012, en parlant de la future collaboration avec Rise Above Records, label du chanteur Lee Dorrian, du groupe Cathedral. Finalement, les HIM signent un contrat avec un autre label appartenant à Sony Entertainement, Razor and Tie. Plusieurs articles sont publiés à la suite de cette association avec le label, et la sortie proche du nouvel album. Durant le printemps 2012, un problème de santé surgit sur le batteur du groupe, Gas Lipstick, qui ne peut pas enregistrer les pistes de batterie sur les chansons de l'album, la sortie de l'album est repoussée en 2013 pour permettre au batteur, et également aux autres membres, de se reposer. 
En automne 2012, les membres annonce via Twitter qu'ils entrent en studio. En hiver 2012, Ville Valo annonce, dans une interview, le nom de l'album, la date de sa sortie, et la setlist. Ville Valo annonce également un single promo, qui sera diffusé en avant-première sur la radio britannique de Kerrang! le 4 mars 2013, All Lips Go Blue.  Il deviendra par la suite le deuxième single officiel du groupe, accompagné d'un vidéo clip le 6 mai 2013, après la sortie de l'album le 29 avril 2013. Le premier single officiel est Tears on Tape sorti le 4 avril, accompagné du vidéo clip pour le 16 avril. Le second single officiel est All Lips Go Blue. Le troisième single officiel est Into the Night, sorti officiellement le 29 août 2013 (ce single fait partie aussi d'un des singles promotionnels en Finlande courant mars 2013, avant la sortie de l'album). Aux Revolver Golden Gods Awards, HIM reçoit le prix de « groupe le plus dédié aux fans ».
En mars 2014, le groupe se lance dans sa toute première tournée sud-américaine. Aussi en mars 2014, les quatre premiers albums de HIM sont réédités aux États-Unis par le label The End Records. En mai 2014, HIM est annoncé pour des concerts en Chine, mais leur premier show à Shanghai est tourné court par les autorités locales, et le second, à Pékin, est annulé à cause des mauvaises conditions météorologiques. En novembre 2014, HIM publie Lashes to Ashes, Lust to Dust: A Vinyl Retrospective '96-'03, un coffret comportant leurs quatre premiers albums, et 666 Ways to Love: Prologue en format vinyle. En décembre 2014, HIM soutient Fields of the Nephilim à leur concert spéciale trentième anniversaire à Londres, en Angleterre.

### Derniers albums et séparation (2015–2017)

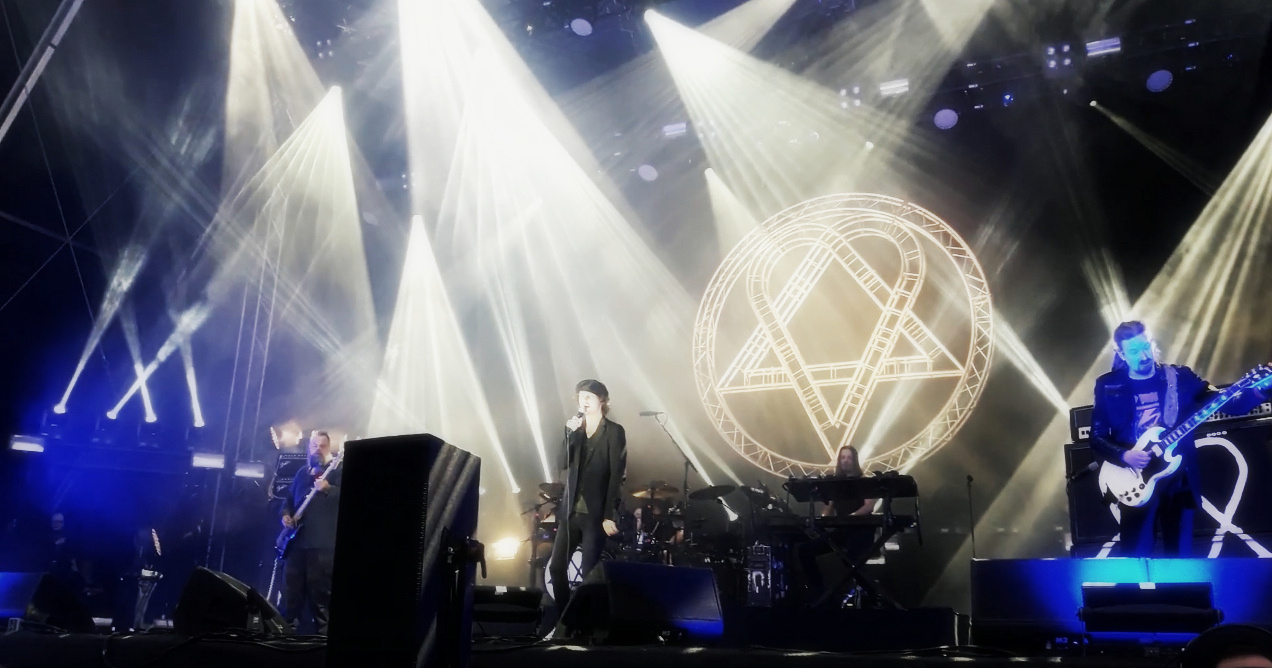
HIM au Tuska Open Air Metal Festival en juillet 2017.

Le 27 janvier 2015, le batteur Gas Lipstick annonce son départ du groupe sur Facebook. Le 26 juillet 2015, il est annoncé sur le Facebook officiel du groupe que Jukka « Kosmo » Kröger le remplacera, sa première apparition se faisant lors d'un concert surprise du groupe le même jour au festival Qstock à Oulu, Finlande. Valo annoncera plus tard un nouvel album, mais sans date précise. Le 5 décembre 2015, HIM joue au Knotfest de Toluca, au Mexique, avec Slipknot, Megadeth, et Lamb of God, entre autres.
Le 5 mars 2017, les HIM annoncent sur leur page Facebook officielle, ainsi que sur leur site Heartagram.com, la fin du groupe. Ils programment leur Farewell Tour, pour des derniers concerts autour du monde, dont le dernier se fera au Helldone, le 31 décembre au Tavastia-klubi à Helsinki, « pour fermer ce chapitre final de 26 ans de carrière. »

## Symbole

Le heartagram est le symbole de marque déposée de LUI, créé par Ville Valo

Le heartagram est le symbole du groupe HIM. Dessiné par le chanteur Ville Valo, c'est en fait la fusion d'un pentagramme inversé et d'un cœur. Ville explique que, pour lui, c'est la représentation de l'amour et de la mort, des contraires, un peu comme le Yin et le Yang. Il correspond aussi au style musical du groupe, appelé « love metal »[réf. nécessaire]. Il apparait dans plusieurs séries telle que Charmed et Esprits Criminels (etc.), souvent sous forme de pendentif.

## Membres

### Membres actuels
- Ville Valo – basse (1991/1992-1993), chant (depuis 1995)
- Mige – basse (1991/1992-1993, depuis 1995)
- Linde Lindström – guitare solo (depuis 1995)
- Janne Puurtinen – claviers (depuis 2001)
- Jukka Kröger – batterie (depuis 2015)

### Anciens membres
- Sami « Juippi » Jokile9hto – batterie (1991/1992-1993)
- Juha Tarvonen – batterie (1991/1992-1993)
- Juhana « Pätkä » Rantala – batterie (1995–1999)
- Oki – guitare (1996)
- Antto Melasniemi – claviers (1996–1998)
- Jussi-Mikko « Juska » Salminen – claviers (1998–2000)
- Gas Lipstick – batterie (1999–2015)

## Discographie

### Albums studio
- 1997 : Greatest Lovesongs, Vol. 666
- 2000 : Razorblade Romance
- 2001 : Deep Shadows and Brilliant Highlights
- 2003 : Love Metal
- 2005 : Dark Light
- 2007 : Venus Doom
- 2008 : Digital Versatile Doom - Live at the Orpheum Theatre XXXVII A.S.
- 2010 : Screamworks : Love in Theory and Practice
- 2010 : SWRMXS (album remix)
- 2013 : Tears on Tape

### EP
- 1995 : This Is Only The Beginning
- 1996 : 666 Ways to Love: Prologue

### Compilations
- 2004 : And Love Said No
- 2006 : Uneasy Listening Vol.1
- 2007 : Uneasy Listening Vol.2
- 2012 : XX - Two Decades of Love Metal
- 2014 : Lashes to Ashes, Lust to Dust: A Vinyl Retrospective '96-'03 (Box-set)